# Xosé María García Rodríguez
Xosé María García Rodríguez, nacido en Muros (La Coruña) el 6 de febrero de 1912, fallecido en San Juan, Puerto Rico en 2006, fue un escritor, periodista, diplomático y juez español.

## Trayectoria Profesional
Estudió Derecho en Deusto y Valladolid y sirvió como juez en varias ciudades españolas. Fue canciller del Consulado de Portugal, en la República Dominicana y Puerto Rico.

## Obras
- Guerra de la Independencia. Ensayo histórico político de una epopeya española, 1945.
- Tambre, 1970 (poemario en gallego).
- Río Tambre, 1970 (poemario en gallego y español).
- Cativo da mña tristura, 1971.[2]
- Poema da morte do guerrilleiro e do vello das grandes guedellas, 1976 (poema narrativo).
- Brasil. Historia, xente e samba-canción, 1977.
- Unha monxa portuguesa. Sonetos do seu amor, 1979.
- Os mártires de Carral. Poema maior dos Mártires Galegos ou da redenzón, 1981.
- A vila nos anos vinte, (sin fecha) (prosa y verso sobre Muros).
- Poema de la solidaridad castellana, 1985 (poema épico)
- Canto a Galicia, 1987 (poema épico)
- Libro de guía dos conselleiros que desnortea aos casados e descamiña aos solteiros, 1987 (novela).
- Memorial de saudades, 1996.